# Lu Kaiman
Lu Kaiman (en chino: 卢恺曼; Wenzhou, 11 de marzo de 2000) es una deportista china que compite en tiro, en la modalidad de pistola. Ganó una medalla de oro en el Campeonato Mundial de Tiro de 2022, en la prueba de 10 m.

## Palmarés internacional
| Campeonato Mundial | Campeonato Mundial | Campeonato Mundial | Campeonato Mundial |
| Año                | Lugar              | Medalla            | Prueba             |
| ------------------ | ------------------ | ------------------ | ------------------ |
| 2022               | El Cairo (Egipto)  | Medalla de oro     | Pistola 10 m       |